# Смедеревський металургійний комбінат
Смедеревський металургійний комбінат (серб. Смедеревска железара, серб. Železara Smederevo) — металургійний комбінат у Сербії, у місті Смедерево. Заснований 1913 року. У квітні 2016-го приватизований китайською фірмою Hesteel (Хестіл).

## Історія
20 лютого 1913 року у Белграді австро-угорською компанією «StEG» з залученням сербських приватних фінансів було створено Сербське акціонерне гірничо-металургійне промислове товариство, або скорочено «САРТИД» (від серб. Српско акционарско рударско топионичарско индустријско друштво). Навесні 1921 року товариство заснувало металургійний завод у Смедерево. Місцем для будівництва заводу було обрано Смедерево завдяки його доброму стратегічному розташуванню, оскільки місто лежить у долині Морава-Вардас, з добрими автомобільними і залізничними шляхами, а також через близькість Дунаю та запасів великої кількості води для виробничого процесу. Будівництво заводу було завершено навесні 1921 року.
Наприкінці 1936 року уряд Мілана Стоядіновича проголосив план пріоритету побудови важкої промисловості в країні. Навесні наступного року, за технічної допомоги бельгійської компанії в Майданпеку, за проєктом інженера Валента та його соратників розпочалося будівництво нових цехів заводу. Доменна піч на плавильному заводі запрацювала в грудні того ж року.
Тоді ж навесні 1937 року в Смедерево розпочалося будівництво сталеливарного цеху з мартенівською піччю потужністю 20 000 тонн, яка була введена в експлуатацію 1 листопада 1937 року. Також був встановлений профільний прокатний стан.
Під час Другої світової війни завод не бомбили, і виробничі об'єкти заводу використовувалися окупаційною владою для власної військової промисловості. Проте виробництво під час війни не було на повну потужність через проблеми з постачанням сировини.
5 грудня 1946 року завод було націоналізовано комуністичним урядом Югославії.
До 1960-х років розвиток металургійного заводу йшов відносно повільно, і щорічне виробництво становило близько 100 000 тонн на рік. Оскільки попит на місцеву сталь зростав після Другої світової війни, і старий завод не мав куди розширюватися, виникла необхідність побудувати нового сучасного заводу.
У 1960-х років завод модернізовано за участі СРСР. Обладнання закуповувалося з СРСР, зокрема з заводу «Азовмаш», ФРН та Англії. З 1969 року підприємство перетворено на металургійний комбінат.
У 1992 році комбінат було перейменовано на «САРТИД 1913». 2003 року комбінат було приватизовано американською компанією U.S. Steel і перейменовано на U.S. Steel Serbia (Ю. Ес. Стіл Сербія). Після придбання у компанії US Style 31 січня 2012 р. Республіка Сербія знову стала власником заводу, і до квітня 2016 р. Завод називався «Компанія з виробництва та переробки сталі Железара Смедерево» (або скорочено «Железара Смедерево»).
У квітні 2016-го комбінат було приватизовано китайською фірмою Hesteel (HBIS Group Iron & Steel) за 46 млн € із зобов'язанням додатково інвестувати до 1 млрд $. Сприятливою умовою стало й те, що експорт сталі з цього комбінату до ЄС через санкційну війну між США та Китаєм стрімко зріс.

## Сучасний стан
Комбінат розташований на півдні від міста Смедерев, за його межами. В його складі працюють аглофабрика, 2 доменних печі об'ємами 1120 м³ і 1386 м³, сталеплавильний цех з 3 120-тонними кисневими конвертерами й прокатний цех.
У підрозділі заводу, розташованому у селі Сабац, виробляють сталеву продукцію із покриттям олова, що використовується для виробництва банок для харчових продуктів, фарб, хімікатів, фармацевтичних препаратів та косметики. Компанія HBIS GROUP Serbia Iron & Steel d.o.o. використовує річковий порт Смедерево для вивантаження сировини, що доставляється річкою Дунай, а також для завантаження барж, призначених для річкового транспортування продукції до споживачів.